# Roeser
Roeser (luxemburguès Réiser, alemany Roeser) és una comuna i vila a l'est de Luxemburg, que forma part del cantó d'Esch-sur-Alzette. Limita amb les comunes de Leudelange, Bettembourg, Frisange, Luxemburg, Hesperange i Weiler-la-Tour.

## Seccions de la comuna
- Roeser: 682 habitants
- Berchem: 827 habitants,
- Bivange: 564 habitants.
- Crauthem: 1 228 habitants.
- Kockelscheuer: 261 habitants.
- Livange: 295 habitants.
- Peppange: 570 habitants.

## Població
| Nacionalitat   | Població | %      |
| -------------- | -------- | ------ |
| Luxemburguesos | 3.126    | 70,14% |
| Forasters      | 1.331    | 29,86% |
| - Portuguesos  | 417      | 9,36%  |
| - Francesos    | 229      | 5,14%  |
| - Italians     | 258      | 5,79%  |
| - Belgues      | 126      | 2,83%  |
| - Alemanys     | 87       | 1,95%  |
| - Iugoslaus    | 26       | 0,58%  |
| - Altres       | 188      | 4,22%  |

## Evolució demogràfica
| Any        | Població |
| ---------- | -------- |
| 15/02/2001 | 4.457    |
| 01/01/2002 | 4.514    |
| 01/01/2003 | 4.575    |
| 01/01/2004 | 4.658    |
| 01/01/2005 | 4.714    |

## Personatges il·lustres
- Edward Steichen, fotògraf, pintor, galerista d'art i conservador de museu